# Lijst van voetbalinterlands Brazilië - Colombia (vrouwen)
Deze lijst van voetbalinterlands is een overzicht van alle officiële voetbalinterlands tussen de nationale vrouwenteams van Brazilië en Colombia. De landen hebben tot nu toe vijftien keer tegen elkaar gespeeld.

## Wedstrijden
| №  | Plaats             | Datum             | Competitie                   | Wedstrijd           | Uitslag            |
| -- | ------------------ | ----------------- | ---------------------------- | ------------------- | ------------------ |
| 1  | Mar del Plata      | 5 maart 1998      | Sudamericano Femenino 1998   | Brazilië − Colombia | 12 − 1             |
| 2  | Lima               | 27 april 2003     | Sudamericano Femenino 2003   | Brazilië − Colombia | 12 − 0             |
| 3  | Cuenca             | 11 november 2010  | Sudamericano Femenino 2010   | Colombia − Brazilië | 1 − 2              |
| 4  | Latacunga          | 19 november 2010  | Sudamericano Femenino 2010   | Brazilië − Colombia | 5 − 0              |
| 5  | Châtel-Saint-Denis | 14 juli 2012      | Vriendschappelijk            | Brazilië − Colombia | 2 − 1              |
| 6  | Santiago           | 12 maart 2014     | Zuid-Amerikaanse Spelen 2014 | Brazilië − Colombia | 2 − 1              |
| 7  | Quito              | 28 september 2014 | Copa América 2014            | Colombia − Brazilië | 0 − 0              |
| 8  | Hamilton           | 25 juli 2015      | Pan-Amerikaanse Spelen 2015  | Brazilië − Colombia | 4 − 0              |
| 9  | La Serena          | 22 april 2018     | Copa América 2018            | Brazilië − Colombia | 3 − 0              |
| 10 | Bucaramanga        | 30 juli 2022      | Copa América 2018            | Colombia − Brazilië | 0 − 1              |
| 11 | San Diego          | 24 februari 2024  | CONCACAF W Gold Cup 2024     | Colombia − Brazilië | 0 − 1              |
| 12 | Cariacica          | 26 oktober 2024   | Vriendschappelijk            | Brazilië − Colombia | 1 − 1              |
| 13 | Cariacica          | 29 oktober 2024   | Vriendschappelijk            | Brazilië − Colombia | 3 − 1              |
| 14 | Quito              | 25 juli 2025      | Copa América 2025            | Brazilië − Colombia | 0 − 0              |
| 15 | Quito              | 2 augustus 2025   | Copa América 2025            | Colombia − Brazilië | 4 − 4 (n.p. 4 - 5) |

## Samenvatting
| Competitie                           | Totaal gespeeld | Winst Brazilië | Gelijk | Winst Colombia | Doelsaldo Brazilië – Colombia |
| ------------------------------------ | --------------- | -------------- | ------ | -------------- | ----------------------------- |
| Sudamericano Femenino / Copa América | 9               | 6              | 3      | 0              | 39 − 6                        |
| CONCACAF W Gold Cup                  | 1               | 1              | 0      | 0              | 1 − 0                         |
| Pan-Amerikaanse Spelen               | 1               | 1              | 0      | 0              | 4 − 0                         |
| Zuid-Amerikaanse Spelen              | 1               | 1              | 0      | 0              | 2 − 1                         |
| Vriendschappelijk                    | 3               | 2              | 1      | 0              | 6 − 3                         |
| Totaal                               | 15              | 11             | 4      | 0              | 52 − 10                       |